# Kidnapping Mr. Heineken
Vous pouvez aider à l'améliorer ou bien discuter des problèmes sur sa page de discussion.
- Il ne cite pas suffisamment ses sources. Vous pouvez indiquer les passages à sourcer avec {{référence nécessaire}} ou {{Référence souhaitée}}, et inclure les références utiles en les liant aux notes de bas de page. (Marqué depuis avril 2021)
- Il contient une ou plusieurs listes. Le texte gagnerait à être rédigé sous la forme d’un ou plusieurs paragraphes synthétiques, afin d’être plus agréable à lire. (Marqué depuis avril 2021)

- Archive Wikiwix
- Bing
- Cairn
- DuckDuckGo
- E. Universalis
- Gallica
- Google
- G. Books
- G. News
- G. Scholar
- Persée
- Qwant
- (zh) Baidu
- (ru) Yandex
- (wd) trouver des œuvres sur Wikidata

Pour plus de détails, voir Fiche technique et Distribution.
Kidnapping Mr. Heineken est un film issu d'une coproduction internationale de Daniel Alfredson, sorti en 2015, s'inspirant d'un fait divers, l’enlèvement en novembre 1983 de Freddy Heineken (en), petit-fils du fondateur de la brasserie Heineken,,.

## Synopsis
Le 9 novembre 1983, Henry « Freddy » Heineken est enlevé, avec son chauffeur Ab Doderer, par cinq malfrats. Ces derniers demandent une rançon de 35 millions de florins, soit la plus importante somme jamais réclamée à l'époque pour une vie humaine.

## Fiche technique
Sauf indication contraire, les informations mentionnées dans cette section peuvent être confirmées par la base de données cinématographiques IMDb,  présente dans la section « Liens externes ».
- Titre québécois : Heineken: l'enlèvement
- Titre original et français : Kidnapping Mr. Heineken
- Titre américain : Kidnapping Freddy Heineken
- Titre québécois : Heineken: L'enlèvement
- Réalisation : Daniel Alfredson
- Scénario : William Brookfield, d'après Kidnapping Freddy Heineken de Peter R. de Vries
- Direction artistique : Hubert Pouille et Christopher Stull
- Décors : Ryan Martin Dwyer, Stefaan Lejon et Ilse Willocx
- Costumes : Catherine Van Bree
- Photographie : Fredrik Bäckar
- Montage : Håkan Karlsson
- Musique : Lucas Vidal
- Production : Judy Cairo, Howard Meltzeret Michael A. Simpson
- Sociétés de production : European Film Company et Informant Media
- Société de distribution :
- Pays de production :  Pays-Bas,  Belgique,  Royaume-Uni et  États-Unis
- Langue originale : anglais
- Format : couleur - 2.35:1
- Genre : thriller
- Durée : 95 minutes
- Dates de sortie[4] :
  - États-Unis , Canada : 6 mars 2015
  - France : 3 juin 2015 (sorti directement en DVD)
  - Pays-Bas : 25 juin 2015

## Distribution
- Jim Sturgess : Cor Van Hout

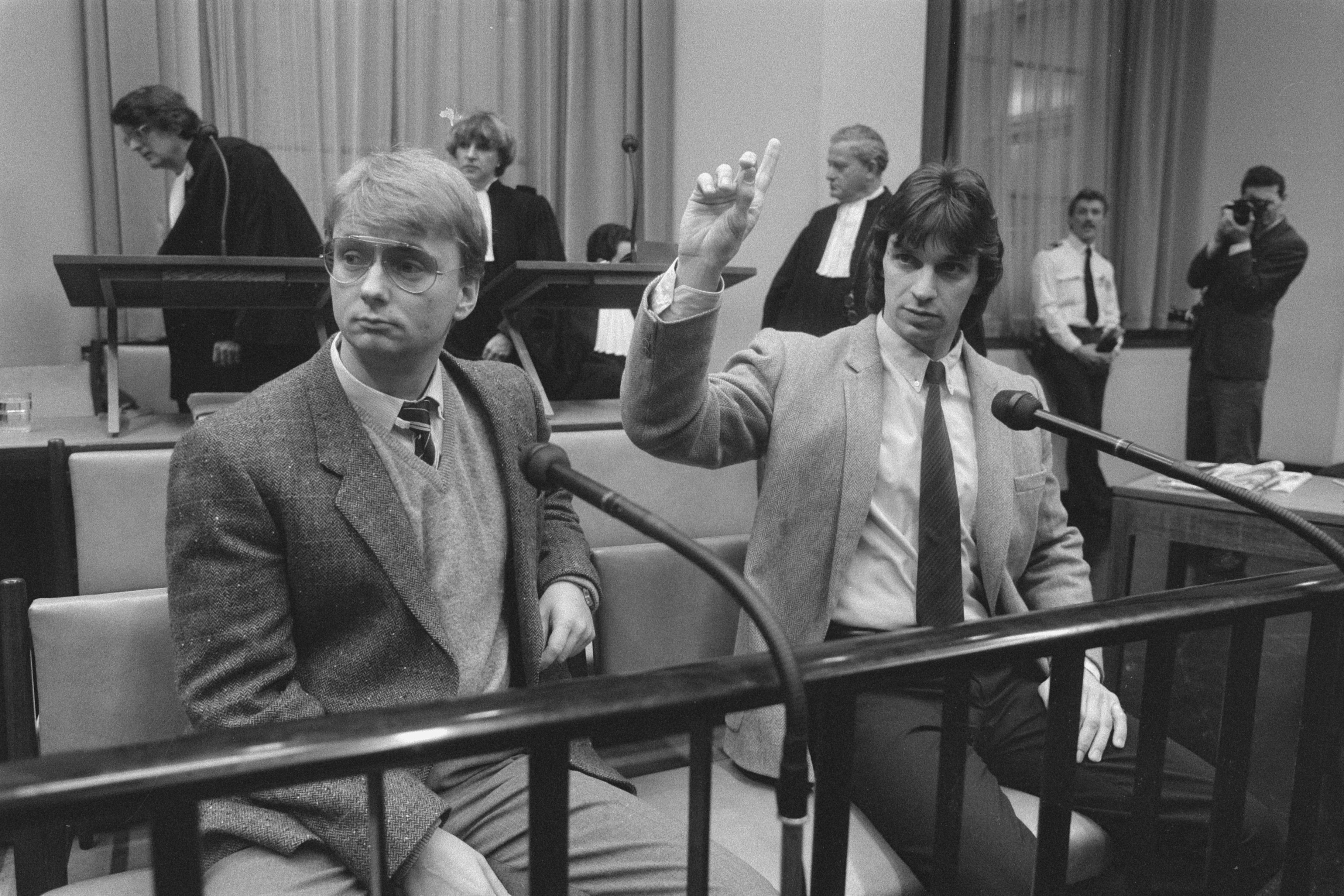
Cor Van Hout (à gauche) et Willem Holleeder au palais de Justice d'Amsterdam en 1987

- Sam Worthington : Willem Holleeder
- Ryan Kwanten : Jan « Cat » Boellard
- Anthony Hopkins : Freddy Heineken
- Mark van Eeuwen : Frans « Spikes » Meijer
- Jemima West : Sonja Holleeder
- David Dencik : Ab Doderer
- Éric Godon : un chauffeur
- Yolanthe Cabau : l'une des jolies filles

## Production

### Genèse et développement
Le scénario s'inspire du livre Kidnapping Freddy Heineken de Peter R. de Vries (best-seller aux Pays-Bas), lui-même basé sur l’histoire vraie de l’enlèvement de Henry « Freddy » Heineken, petit-fils de Gerard Adriaan Heineken, le fondateur de la marque de bière du même nom.

### Tournage
Le tournage débute en octobre 2013 en Belgique, puis a lieu à Amsterdam et à La Nouvelle-Orléans,.

## Autour du film
Il s'agit de la 2e adaptation de ce fait divers après The Heineken Kidnapping (en) de Maarten Treurniet, sorti en 2011.